# Bai Lijun
Pour les articles homonymes, voir Bai.
Dans ce nom chinois, le nom de famille, Bai, précède le nom personnel.
Bai Lijun, né le 19 novembre 1988,, est un coureur cycliste chinois. 

## Biographie
Entre 2010 et 2021, Bai Lijun évolue au sein de diverses équipes continentales chinoises. Bon rouleur, il monte à deux reprises sur le podium du championnat de Chine du contre-la-montre. Il termine également dixième d'une étape du Tour de Langkawi en 2015. 
En juillet 2022, il intègre la formation Li Ning Star. Quelques mois plus tard, il connait la consécration en devenant Champion national du contre-la-montre. Il se classe ensuite troisième du contre-la-montre par équipes aux championnats d'Asie en juin 2023. 

## Palmarès et résultats

### Par année
- 2018
  -  Champion de Chine du contre-la-montre par équipes[3]
  - 3e du championnat de Chine du contre-la-montre
- 2019
  - 3e du championnat de Chine du contre-la-montre
- 2020
  - 3e du championnat de Chine du contre-la-montre
- 2022
  -  Champion de Chine du contre-la-montre
- 2023
  - 2e du championnat de Chine du contre-la-montre
  -  Médaillé de bronze du championnat d'Asie du contre-la-montre par équipes
  - 3e de la Trans-Himalaya Cycling Race

### Classements mondiaux
| Année                                 | 2019  | 2020  | 2021 | 2022 | 2023 | 2024  |
| ------------------------------------- | ----- | ----- | ---- | ---- | ---- | ----- |
| Classement mondial                    | 2090e | 1375e | nc   | nc   | 907e | 2894e |
| UCI Asia Tour                         | 186e  | 92e   | nc   | nc   | 60e  | nc    |
|                                       |       |       |      |      |      |       |
| Légende : nc = non classéSource : UCI |       |       |      |      |      |       |